# Mellow Trax
Mellow Trax ist ein Projekt des DJs Mellow-D (bürgerlich Christian Scharnweber). Er ist ein deutscher Techno-DJ und Musikproduzent aus Hamburg.

## Karriere
Seine DJ-Karriere startete er im Jahr 1989 in Pinneberg „Diskothek Carina“ und begann ab 1996 mit der Produktion von Technomusik. Zusammen mit Christian Engel gründete er 1997 das Label EDM. Bekannt wurde er im Jahr 1999 mit seiner Single „Phuture Vibes“, die in Deutschland und Österreich in die Dance-Charts gelangte.
Es folgten weitere Chartplatzierungen mit den Singles „Mystery in Space“, „Outa Space“ und „Sway (Mucho Mambo)“.
Christian Scharnweber wurde im Jahr 2000 in Hamburg mit dem German Dance Award ausgezeichnet.
Seine Veröffentlichungen erschienen auf verschiedenen Musik-Compilations wie Bravo Hits, DJ Networx, Future Trance, Technodrome.

## Diskografie

### Studioalben
- 1999: Techno Vibes
- 2004: How 2 Rock

### Singles
- 1998: Phuture Vibes
- 1999: Mystery in Space
- 1999: Outa Space
- 1999: Techno Vibes
- 2001: Sway (Mucho Mambo) (feat. Shaft)
- 2002: Low Rider (vs. War)
- 2004: Sampleslutz (Rockin’ The Beat)
- 2004: Days of Glory / Hypnotizin
- 2005: Die Nacht der Freaks (feat. Ferris MC)
- 2009: Phuture Vibes 09

### Remixes
- 1999: Silver Shadow – High Society (Mellow Trax Remix)
- 1999: Art Bizarre – Drop into Me (Mellow Trax Remix)
- 1999: Insider – Boots on the Run (Mellow Trax Remix)
- 1999: E Nomine – Vater Unser (DJ Mellow-D Remix)
- 1999: K – Waveshaper (Mellow Trax Remix)
- 2000: Clubheroes – Da Lost Piano (Mellow Trax Remix)
- 2001: DJ One Finger – Housefucker (Mellow Trax Remix)
- 2001: Strom – We Love (Mellow Trax Remix)
- 2002: DJ Mind-X – Down Under (Mellow Trax Remix)
- 2002: Gollum & Yanny – Watch Out (Mellow Trax Vs. Lars Palmas Remix)
- 2003: Camouflage – I Can’t Feel You (Mellow Trax Remix)
- 2003: RMB – Redemption 2.0 (Mellow Trax Remix)
- 2004: Schiller mit Heppner – Leben … I Feel You (Mellow Trax Remix)